# Компютърна анимация
Компю́търна анима́ция е вид анимация, създавана с помощта на компютър. В днешно време е широко разпространена както при развлеченията, така и в индустрията, науката и бизнеса. Тъй като е производна на компютърната графика, анимацията наследява същите начини за създаване на изображения:
- Векторна графика
- Растерна графика
- Фрактална графика
- 3D компютърна графика (3D)

Според принципа на анимиране се различават следните видове компютърна анимация.

## Анимация по ключови кадри
Разполагането на ключовите кадри се прави от аниматор. Междинните кадри се генерират със специална компютърна програма. Този начин е най-близък до традиционната рисувана анимация, като само една от ролите се изпълнява от компютър, а не от човек.

## Улавяне на движение
Със специално оборудване се записват данните на движещите се обекти и се пренасят върху техни имитации в компютъра. Един разпространен пример за такава техника е улавяне на движение (на английски: Motion capture). Артистите са облечени в специални костюми с датчици и когато извършват движения, те се записват с камери и се анализират със специализиран софтуер. Получените данни за движения на ставите и крайниците на артиста се прилагат към три-измерни скелети на персонажите, с което се постига голямо ниво на достоверност на движенията им.
Същият метод се използва за пресъздаване на мимиката на живия артист от неговия три-измерен аналог в компютъра.

## Процедурна анимация
При процедурната анимация (на английски: procedural animation) движещото се изображение се генерира автоматично в режим на реално време според предварително установени правила, закони и ограничения. За разлика от традиционната анимация, когато аниматорът ръчно определя всеки кадър и всички параметри, при процедурната анимация може да се получи и непредсказуем резултат и при всяко пускане може да се генерира разнообразна анимация.
Могат да се изброят следните видове:
- Симулация на физическото взаимодействие на твърди тела.
- Имитация на движението на системи от частици, течности и газове.
- Имитация на взаимодействието на меки тела (тъкани, коси).
- Пресмятане на движението на йерархична система с вътрешни връзки (например скелетът на персонажа) под външно въздействие (например Ragdoll physics).
- Имитация на самостоятелното движение на персонажа. Пример на такава програма е Euphoria на компанията Supernaturale.